# 直角梯形

一个直角梯形

直角梯形（英語：或 right-angled trapezoid）是一个底角的直角梯形。由于梯形的二底边平行，因此根据同旁内角关系，直角梯形一腰上的两个底角都是90°。

## 与其它四边形的关系
在不算入正方形的前提下：
- 直角梯形的对角线不垂直，暨直角梯形不是正交四边形
- 直角梯形的对角线长不相等，暨直角梯形不是等对角线四边形
- 直角梯形的腰长不相等，暨直角梯形不是等腰梯形
- 直角梯形的对角和不相等，不存在外接圓，暨直角梯形不是圆内接四边形
- 直角梯形的对边和能相等，此时存在内切圓，暨直角梯形此时是圆外切直角梯形（英語：right tangential trapezoid）